# 馬自達Cosmo21
馬自達Cosmo21（（日語）マツダ・コスモ21）是一款由日本馬自達公司旗下的Mazdaspeed打造的概念車。

## 概要
該款車是乃由馬自達麾下的Mazdaspeed自力打造，以MX-5的底盤，加上RX-8的654c.c. X 2 13B-MSP RENESIS型轉子引擎製成，於2002年東京改裝車展（（日語）東京オートサロン）上展示。
車身設計理念以Cosmo Sports為出發點，不但保留了具有懷舊氣氛的圓錐形鍍鉻後視鏡等，也加入如LED尾燈與側方向燈等新元素；甚至將尾燈設計成如同火箭推進器噴口。內裝則採用黑色加銀色格狀皮革裝飾，具有特殊的未來感。

## 相關連結
- 馬自達Cosmo